# Gaetano Aloisi Masella
Gaetano Aloisi Masella (ur. 30 września 1826 w Pontecorvo, zm. 22 listopada 1902 w Rzymie) – włoski duchowny katolicki, dyplomata, wysoki urzędnik Kurii Rzymskiej, kardynał.
Był stryjem przyszłego kardynała Benedetto Aloisi Masella. Święcenia kapłańskie otrzymał 3 czerwca 1849 w bazylice laterańskiej. Był sekretarzem nuncjatury w Neapolu, a następnie audytorem nuncjatury w Bawarii (od 1858), we Francji (od 1862), konsultantem spraw dyplomatycznych w Sekretariacie Stanu (od 1869). Rok później został referendariuszem w Najwyższym Trybunale Sygnatury Apostolskiej. Towarzyszył kardynałowi Alessandro Franchi w podróży do Konstantynopola. Od 1874 sekretarz ds. Wschodnich w Kongregacji Rozkrzewiania Wiary.
22 maja 1877 otrzymał nominację na tytularnego arcybiskupa Neocesarea. Dwa tygodnie później został nuncjuszem w Bawarii, a w 1879 nuncjuszem w Portugalii. Na konsystorzu z marca 1887 otrzymał kapelusz kardynalski z tytułem prezbitera San Tommaso in Parione. W tym samym roku mianowany prefektem Świętej Kongregacji Odpustów i Relikwii. Rok później przeniesiony na stanowisko prefekta biura ds. ekonomicznych Kongregacji Rozkrzewiania Wiary. 3 października 1899 został prefektem Świętej Kongregacji Obrzędów, który to urząd sprawował do śmierci. W międzyczasie pełnił funkcje Kamerlinga Świętego Kolegium Kardynałów i pro-datariusza Jego Świątobliwości. Odmówił przyjęcia tytułu kardynała biskupa, by móc dalej pracować jako datariusz.
22 listopada 1902, we wczesnych godzinach rannych, został nieoczekiwanie znaleziony martwy przy biurku z piórem w dłoni. Wcześniej odprawił mszę św., tak jak robił to co dzień. Jego śmierć była przepowiedziana przez przyszłego błogosławionego Grimoaldo Santamaria, który zmarł cztery dni wcześniej. Pochowany został w rodzinnym mieście.